# 흑룡강인민방송
흑룡강인민방송(흑룡강인민광파전대. 중국어 간체자: 黑龙江人民广播电台, 정체자: 黑龍江人民廣播電臺, 병음: Hēilóng Jiāng Rénmín guangbo diantai)은 중화인민공화국 흑룡강성의 성급 조선어, 중국어 방송국이다. 현재 방송국은 흑룡강성의 성도인 하얼빈시에 위치해 있다.
흑룡강인민방송은 헤이룽장성 전역과 길림 성 북부, 내몽골 자치구 동부에 걸쳐 천만명 가량의 청쥐자를 보유하고 있다.

## 방송 채널
- 총 7개의 채널이 있다.

| 방송 채널           | 중파 주파수 | FM 주파수 |
| 뉴스(新闻广播)      | 621 kHz     | 94.6 mHz  |
| 교통 (交通广播)     |             | 99.8 mHz  |
| 생활 (生活广播)     |             | 104.5 mHz |
| 도시여성 (都市女性) |             | 102.1 mHz |
| 음악(音乐广播)      |             | 95.8 mHz  |
| FM 97 (97 频道)     |             | 97.0 mHz  |
| 흑룡강조선어방송국  | 873 kHz     |           |

## 방송 언어
- 한국어
- 중국어

## 같이 보기
- 연변인민방송
- 흑룡강조선어방송국
- 헤이룽장 텔레비전